# Ferdynand Wspaniały
Ferdynand Wspaniały – książka dla dzieci autorstwa Ludwika Jerzego Kerna, wydana po raz pierwszy w 1963 roku. 
Treścią książki są przygody psa o imieniu Ferdynand, który marzy, by zostać człowiekiem. Swoje marzenia spełnia we śnie. Staje wtedy na dwóch łapach, zakłada ubranie i w tym ubraniu przemierza miasto. Napotkani ludzie biorą go za człowieka. Ferdynand przeżywa liczne, często humorystyczne przygody i poznaje wiele ciekawych osób. Książkę zilustrował Kazimierz Mikulski.
Utwór doczekał się kontynuacji, jaką była wydana w 1965 roku książka Zbudź się, Ferdynandzie, opowiadająca o dalszych losach Ferdynanda. Na jego podstawie nakręcono też serial animowany o tym samym tytule. Był też adaptowany na potrzeby sceny teatralnej oraz tłumaczony na wiele języków.